# Zeegenbach
Der Zeegenbach ist ein ca. 12 km langes Fließgewässer im Fränkischen Jura, ca. 15 km südwestlich von Bamberg bei Strullendorf. Er ist ein rechter und östlicher Zufluss der Regnitz. Sein Einzugsgebiet gehört zu dem des Mains.

## Name
In den amtlichen Karten wird der Zeegenbach abschnittsweise auch „Ziegenbach“ genannt. In anderen nichtamtlichen Karten heißt das Gewässer im Unterlauf  auch  „Strullendorfer Bach“. Das Zeegenbachtal wird auch als Fränkische Toskana bezeichnet.

## Verlauf
Der Bach entspringt  östlich des Strullendorfer Ortsteils Zeegendorf  im Karstgebiet  der Fränkischen Schweiz. Dort speist eine Vielzahl kleiner Quellen das Gewässer. Der Bach fließt durch das Zeegenbachtal in Richtung Strullendorf. An seinem Lauf liegen die Dörfer Zeegendorf, Mistendorf, Leesten, Wernsdorf und Amlingstadt, die zur Gemeinde Strullendorf gehören. Westlich von Strullendorf unterquert der Zeegenbach den Rhein-Main-Donau Kanal mit Hilfe eines Dükers. Nördlich von Pettstadt mündet der Bach in die Regnitz.